# 鲍威尔猎龙属
鲍威尔猎龙（属名：Powellvenator，意为“海梅·鲍威尔的猎人”）是兽脚亚目腔骨龙超科已灭绝的一个属，生存于晚三叠世的阿根廷西北部，化石发现于伊斯基瓜拉斯托盆地的科罗拉多斯组。模式种是快足鲍威尔猎龙（Powellvenator podocitus），由马丁·艾兹库拉命名于2017年。